# Université d'État de Californie à Dominguez Hills
L'université d'État de Californie à Dominguez Hills (en anglais California State University, Dominguez Hills), aussi appelée CSUDH est une université située à Carson, Californie, dans la banlieue de Los Angeles. C'est le 17e campus fondé par l'université d'État de Californie.
En sport, les Cal State Dominguez Hills Toros défendent les couleurs de l'université en California Collegiate Athletic Association (l'une des 24 conférences que compte la division II de NCAA)